# クリストフ・ティオゾ
クリストフ・ティオゾ（Christophe Tiozzo、1963年6月1日 - ）は、フランスの元プロボクサー。クリストフ・ティオーゾとも表記される。身長186cm。元WBA世界スーパーミドル級王者。6歳年下の双子の弟達も元プロボクサーであり、ファブリス・ティオゾは元WBA世界クルーザー級王者で、元WBC世界ライトヘビー級王者。もう一人の双子の弟フランク・ティオゾは元ヘビー級ボクサー。

## 来歴
1984年、フランス代表としてロサンゼルスオリンピックボクシングライトミドル級に出場。準決勝で敗退し、銅メダルを獲得した。
1985年10月29日、プロデビュー。
1988年4月18日、EBUヨーロッパミドル級王者ピエール・ジョリ（フランス）と対戦し、判定勝ちで王座を獲得した。以後、3度の防衛に成功した。
1990年3月30日、WBA世界スーパーミドル級王者白仁鉄（韓国）に挑戦し、6回TKO勝ちで全勝（26戦26勝）のまま世界王座を獲得した。白仁鉄はこの試合を最後に引退。
1991年4月5日、3度目の防衛戦でビクトル・コルドバ（パナマ）と対戦し、9回KO負けで王座から陥落。プロキャリア初黒星となった。
1992年6月5日、WBC世界ライトヘビー級王者ジェフ・ハーディング（オーストラリア）に挑戦し、8回TKO負けで2階級制覇ならず。
1995年10月26日、3年4か月ぶりに復帰し勝利するも、1996年5月4日の試合を最後に引退した。

## 獲得タイトル
- WBA世界スーパーミドル級王座（防衛2度）